# بريان بيري (طبيب بيطري)
بريان ديريك بيري (من مواليد 11 مارس 1946) هو جراح بيطري بريطاني وعالم وبائيات يشتهر بدمج علم الأوبئة البيطرية والاقتصاد الزراعي، كأداة لسياسة مكافحة الأمراض وإستراتيجية تطوير، متخصص في التنمية الزراعية. وهو أستاذ فخري في جامعة أدنبرة، وأستاذ زائر في قسم نوفيلد للطب السريري، جامعة أكسفورد.

## النشأة والتعليم
بريان بيري من عائلة زراعية في نورفولك وتلقى تعليمه في مدرسة تاون كلوز (نورويتش) وكلية ويموندهام (نورفولك). درس الطب البيطري في الكلية الملكية (ديك) للطب البيطري، جامعة إدنبرة وتخرج كطبيب بيطري في عام 1969. أكمل لاحقًا دبلومًا في الطب البيطري الاستوائي (1971)، وماجستير في العلوم البيطرية الاستوائية (1975)، ودكتوراه في الطب البيطري والجراحة (1987)، وكلها في جامعة إدنبره.

## مسار مهني ووظيفي
قاد بريان بيري العديد من مشاريع البحث والتطوير الدولية التي تسعى إلى فهم أفضل لديناميات الأمراض المدارية لدى الماشية ومكافحتها وتأثيراتها ، وأدوار الثروة الحيوانية في التنمية الدولية؛ عاش وعمل في المملكة المتحدة، وإثيوبيا، وكولومبيا، وزامبيا، والولايات المتحدة الأمريكية، وكينيا، واستشير على نطاق واسع في العديد من بلدان إفريقيا وآسيا وأمريكا اللاتينية. بدأ حياته المهنية الدولية في إثيوبيا في برنامج مكافحة طاعون البقر وأجرى دراسات استقصائية عن الأمراض ذات الأهمية لقطاع الثروة الحيوانية في إثيوبيا. ثم انتقل إلى كولومبيا ، للتحقيق في أمراض التأثير على صناعة تربية الأغنام الكولومبية وخاصة تلك التي تؤثر على صغار المزارعين في منطقة الأنديز. ثم قام ببناء برنامج ميداني لعلم الأوبئة البيطرية في زامبيا والتحقيق في القيود المفروضة على قطاع الثروة الحيوانية التقليدية، قبل توليه منصبًا في كلية فيرجينيا - ماريلاند الإقليمية للطب البيطري في الولايات المتحدة الأمريكية في عام 1982 ، حيث بدأ تدريس علم الأوبئة وبرنامج البحث في كلية فرجينيا الإقليمية للطب البيطري في <a href="./%D9%85%D9%8A%D8%B1%D9%8A%D9%84%D8%A7%D9%86%D8%AF" rel="mw:WikiLink" data-linkid="undefined" data-cx="{&amp;amp;amp;amp;quot;userAdded&amp;amp;amp;amp;quot;:true,&amp;amp;amp;amp;quot;adapted&amp;amp;amp;amp;quot;:true}">ميريلاند</a> بالولايات المتحدة الأمريكية عام 1982. ذهب لقيادة برامج البحوث الوبائية والاجتماعية والاقتصادية في المختبر الدولي لبحوث أمراض الثروة الحيوانية (ILRAD) والمعهد الدولي لبحوث الثروة الحيوانية (ILRI) لمدة 20 عاما ، حيث تخصص في دمج علم الأوبئة البيطرية والاقتصاد الزراعي لتقييم آثار أمراض الثروة الحيوانية ومكافحتها في البلدان المنخفضة الدخل والبلدان المتوسطة الدخل. منذ أن ترك المعهد الدولي لبحوث الثروة الحيوانية في عام 2007 ، قدم العديد من المساهمات التحليلية حول دور الثروة الحيوانية ومكافحة الأمراض في النمو لصالح الفقراء. استعرض مؤخرا الطلبات الحالية على بحوث الثروة الحيوانية العالمية، وأداء المجموعة الاستشارية للبحوث الزراعية الدولية (CGIAR) في ورقة بيضاء. قاد العديد من التقييمات المستقلة لاستثمارات التمويل العام في التنمية الزراعية والصحة في بلدان ومناطق مختلفة من العالم، بما في ذلك التقييم في الوقت الحقيقي للبرنامج العالمي لمكافحة أنفلونزا الطيور الشديدة الإمراض، الذي تديره منظمة الأمم المتحدة للأغذية والزراعة. (الفاو).
ويرأس المجلس الاستشاري العلمي لـ أفريقيا تطمح (Afrique One Aspire)، مول ويلكوم ثقة (Wellcome Trust-funded) اتحاد البحوث الأفريقي من أجل النظم البيئية وصحة السكان الذي يضم 11 جامعة ومعهد أبحاث. وهو مستشار للتحالف العالمي من أجل الطب البيطري للثروة الحيوانية (GALVmed) - مشروع تحدي لقاح مرض الحمى القلاعية. وهو عضو في لجنة التحكيم التابعة للتحالف العالمي للطب البيطري للثروة الحيوانية - مسابقة لقاح الحمى المالطية. وهو عضو في مجلس إدارة شبكة اللقاحات البيطرية الدولية الممولة من مجلس البحوث الطبية (MRC). وهو عضو في اللجنة الدولية لرعاية الخيول العالمية. يساهم بريان بيري أيضًا في تنمية البحوث الصحية بإفريقيا، وتوفير الإرشاد للعلماء الشباب ودعم المبادرات الأفريقية لبناء القدرات؛ وهو رئيس المجلس الاستشاري العلمي لـأفريك وان (Afrique One) وهو اتحاد أبحاث أفريقي للنظام الإيكولوجي وصحة السكان بتمويل من صندوق ويلكوم. وهو مؤلف أو شارك في تأليف حوالي 300 مقالة علمية في مجلات وكتب محكمة.

## مرتبة الشرف
زميل الكلية الملكية للجراحين البيطريين (1995) لمساهماته الجديرة بالتعلم في مجال علم الأوبئة البيطرية.
ضابط من وسام الإمبراطورية البريطانية في عام 2002 يكرم العام الجديد لخدمات العلوم البيطرية في البلدان النامية.
جائزة العالم المتميز (2004) من المجموعة الاستشارية للبحوث الزراعية الدولية (CGIAR).
جائزة الجمعية البريطانية البيطرية تريفور بلاكبيرن (2012) للمساهمات المتميزة في صحة الحيوان ورفاهه في أفريقيا وآسيا وأمريكا اللاتينية.
دكتوراه فخرية (2015) من الجامعة السويدية للعلوم الزراعية (SLU).

## الحياة الشخصية
وهو متزوج من هيلينا بيري (مولودة نيبرغ) ولديهما ابنتان. شارك بريان بيري في مجموعة متنوعة من الأنشطة الرياضية والاجتماعية، بما في ذلك الاسكواش، اتحاد الرجبي في كولومبيا، ركوب الأمواج، سباق الخيل، بولو ، مسرحيات الهواة، لعب الجاز ، الطبخ ، التصوير الفوتوغرافي والرسم. لا يزال لاعبًا نشطًا في لعبة البولو ، وكان رئيسًا لنادي نيروبي بولو ونادي ميناتاتا بولو ورابطة بولو كينيا والرئيس المضيف لنادي جوكي في كينيا.